# جون جوزيف غيبونز
جون جوزيف غيبونز (بالإنجليزية: John Joseph Gibbons)‏ هو قاضي ومحامي أمريكي، ولد في 6 ديسمبر 1924 في نيوآرك في الولايات المتحدة، وتوفي في 9 ديسمبر 2018.